# Felipe Gutiérrez
Felipe Alejandro Gutiérrez Leiva (* 8. října 1990, Quintero) je chilský fotbalový záložník a reprezentant, v současnosti působí v klubu FC Twente.

## Klubová kariéra
Felipe Gutiérrez začínal v Chile s profesionálním fotbalem v klubu CD Universidad Católica. S týmem vyhrál v roce 2010 chilskou první ligu a v roce 2011 Copa Chile (chilský pohár).

V červnu 2012 odešel do Evropy, kde podepsal kontrakt s nizozemským klubem FC Twente.

## Reprezentační kariéra
V A-mužstvu Chile debutoval v roce 2010.
S chilskou reprezentací se zúčastnil MS 2014 v Brazílii.